# Préludes de Casadesus
Pour les articles homonymes, voir Préludes pour piano.
Les Vingt-quatre préludes pour piano op. 5 ont été composés en 1924 par le pianiste Robert Casadesus, et sont dédiés à Maurice Ravel.

## Présentation
1. en ut majeur — Léger et fantasque à 
 ;
2. en la mineur — Triste et doux. Lent (dans le style d'une berceuse populaire) à 
 ;
3. en sol majeur — Assez lent mais doux et allant à 
 ;
4. en mi mineur — Champêtre. Alla breve très rythmé () ;
5. en ré majeur — « Sur le nom de Ronsard, en l'honneur de son 400e anniversaire », Lent et recueilli à 
 ;
6. en si mineur — Très léger et assez vif à 
 ;
7. en la majeur — Très lent (porté avec profondeur) à 
 ;
8. en fa dièse mineur — Simplement à 
 ;
9. en mi majeur — Avec fougue (vite) () ;
10. en do dièse mineur — Énergique et sauvage (assez vite) à 
 ;
11. en si majeur — Très lent, gravement expressif () ;
12. en sol dièse mineur — Vif, doux et fluide à 
 ;
13. en fa dièse majeur — Allant et simple, doux et tendre () ;
14. en ré dièse mineur — Mouvement de valse, (assez animé) à 
 ;
15. en ré bémol majeur — Pas trop vite, nerveusement rythmé (dans le goût espagnol) à 
 ;
16. en si bémol mineur — Pas vite, élégamment, intime à 
 ;
17. en la bémol majeur — Très vite et très brusque à 
 ;
18. en fa mineur — Monotone et lointain à 
 ;
19. en mi bémol majeur — Allant, simple et balancé à 
 ;
20. en do mineur — Lent et grave () ;
21. en si bémol majeur — Joyeux et avec entrain (vif) à 
 ;
22. en sol mineur — Naïvement (dans le style ancien) () ;
23. en fa majeur — Rude et bien scandé (mouvement de bourrée) à 
 ;
24. en ré mineur — Doux et tranquille à 
.

## Création et publication
Composés en 1924 et dédiés à Maurice Ravel, les Vingt-quatre préludes de Robert Casadesus sont publiés en 1925 par les Éditions Eschig. Ils sont créés en public par Casadesus en 1927. Il s'agit de sa première œuvre publiée.

## Analyse
Le critique musical Jean Roy considère que ces Vingt-quatre préludes expriment « un art d'essence classique, où unité et variété sont complémentaires », et l'ensemble « offre un des portraits les plus complets de la personnalité du compositeur ». Selon Guy Sacre, cette partition présente en effet « l'auteur en condensé : voilà ce que sont des préludes réussis. À vingt-cinq ans, à l'âge où l'on transpire encore toutes les influences que l'on a reçues, Casadesus est déjà lui-même […] Peut-être la seule leçon qu'il ait retenue est-elle celle de son glorieux dédicataire, dont Le Tombeau de Couperin a pu lui montrer une façon sérieuse de retour au passé, par le biais non seulement des modes et des rythmes, mais aussi de la clarté formelle, de la pureté stylistique, de la hauteur de pensée ».

## Discographie
- John Owings — Vingt-quatre préludes pour le piano, op. 5, Impromptu, op. 67 no 4, Toccata, op. 40, Six enfantines, op. 48 — Opus Millésime, Fort Worth, Texas, GCK 20043, 2004 (premier enregistrement mondial)

### Ouvrages généraux
- Guy Sacre, La musique pour piano : dictionnaire des compositeurs et des œuvres, vol. I (A-I), Paris, Robert Laffont, coll. « Bouquins », 1998, 1495 p. (ISBN 978-2-221-05017-0), p. 554-563

### Monographies
- Jean Roy, L'intemporel Robert Casadesus : Pianiste et compositeur, Paris, Buchet-Chastel, 1999, 121 p. (ISBN 2-283-01799-8)